# 拉索帕塔山
11°42′48″S 74°52′18″W / 11.71333°S 74.87167°W
拉索帕塔山（Lasu Pata），是秘魯的山峰，位於該國中部胡寧大區，由康塞普西翁省的安達馬爾卡區負責管轄，屬於安地斯山脈的一部分，海拔高度4,900米。